# Tubulipora pyriformis
Tubulipora pyriformis är en mossdjursart som beskrevs av Canu och Bassler 1929. Tubulipora pyriformis ingår i släktet Tubulipora och familjen Tubuliporidae. Inga underarter finns listade i Catalogue of Life.